# クアハウス今治
クアハウス今治（クアハウスいまばり）は、愛媛県今治市湯ノ浦にある健康増進施設である。温浴施設の他、プールやトレーニング施設も入っており、健康増進のためのプログラムなどが行われている。

## 概要
- 所在地 - 愛媛県今治市湯ノ浦36番地
- 営業時間 - 10:00～21:30
- 休館日 - 毎週火曜日（祝祭時は営業し、翌日休館）等

## 施設概要
- 温浴施設
  - 全身湯･気泡湯･うたせ湯など様々な種類の温浴施設がある。
- プール
  - 一般的なプールの他、ウォータースライダーや子供用プールなどがある。
- トレーニング施設
- 食堂

## 交通アクセス
- 今治小松自動車道今治湯ノ浦インターチェンジ
- せとうちバス「クアハウス今治」停留所
  - 予讃線（JR四国）今治駅から「小松総合支所前」行きバスで約30分。
- 予讃線（JR四国）伊予桜井駅から徒歩で約30分、車で約5分。

## 周辺施設
- 桜井総合公園
- 道の駅今治湯ノ浦温泉
- 伊予桜井漆器会館